# Layli Long Soldier
Layli Long Soldier es una poeta, escritora, feminista, artista y activista Oglala Lakota.

## Biografía
Long Soldier creció en la región de las cuatro esquinas del suroeste, donde continúa viviendo y trabajando para abogar contra la opresión continua y sistemática de las poblaciones indígenas. Se graduó en el Instituto de Artes Indígenas Americanas con una licenciatura en Bellas Artes y luego obtuvo una maestría en elBard College.

## Trayectoria profesional
En 2010, publicó el libro de chapbook Chromosomory,, y en 2013 participó en la exhibición de arte Pte Oyate en Red Cloud Indian School, junto con Roger Broer, Micheal Two Bulls y Keith Brave Heart.
Long Soldier es editora de la revista Drunken Boat y editor de poesía de Kore Press.
Su primer volumen de poesía, Whereas, publicado en 2017 por Graywolf Press explora la violencia sistémica y el borrado cultural de las tribus nativas en los Estados Unidos a través de una investigación reflexiva del lenguaje. Whereas responde a la Disculpa del Congreso de los EE. UU. a los Pueblos Indígenas redactada con cautela y aprobada en silencio en 2009 por la historia de políticas y acciones genocidas que el gobierno federal de los Estados Unidos ha promulgado contra ellos. Al escribir estos poemas, Long Soldier estudió disculpas similares de los gobiernos de todo el mundo a los pueblos indígenas y consideró la naturaleza de la disculpa auténtica.
El poema más largo del volumen, el "38" de cinco páginas, relata cómo 38 guerreros sioux fueron ahorcados, con la aprobación del presidente Lincoln, después del levantamiento sioux de 1862, el 26 de diciembre de 1862. Long Soldier escribe: "Esta fue la misma semana en que el presidente Lincoln firmó la Proclamación de Emancipación".
Whereas, sin embargo, se centra principalmente en experiencias personales, incluidas las reflexiones de Long Soldier sobre su relación con su hija y la maternidad.

## Premios y honores
- 2015 Lannan Literary Award[10]
- 2016 National Artist Fellowship from the Native Arts and Cultures Foundation[3]
- 2016 Whiting Award[11]
- 2017 National Book Award for Poetry, finalist for Whereas[12]
- 2017 National Book Critics Circle Award in Poetry, winner for Whereas
- 2018 PEN/Jean Stein Book Award, winner for Whereas[13][14]
- 2018 Griffin Poetry Prize, shortlisted for Whereas

## Obras
- Chromosomory, Lubbock, TX: Q Ave Press, 2010.OCLC 779995409
- Whereas, Minneapolis, Minnesota: Graywolf Press, 2017.[15]